# Drijetanj
Drijetanj (en serbe cyrillique : Дријетањ) est une localité de Serbie située sur le territoire de la Ville d'Užice, district de Zlatibor. Au recensement de 2011, elle comptait 1 301 habitants.
Drijetanj est officiellement classé parmi les villages de Serbie.

## Démographie

### Évolution historique de la population
| 1948 | 1953 | 1961 | 1971 | 1981 | 1991 | 2002  | 2011  |
| ---- | ---- | ---- | ---- | ---- | ---- | ----- | ----- |
| 545  | 585  | 526  | 486  | 464  | 821  | 1 092 | 1 301 |

|  |